# 浮若閣摩爾
浮若閣摩爾莊園或浮若閣摩爾花園（英語：Frogmore）是位於英國伯克郡，毗鄰溫莎城堡家庭公園內的私家花園，佔地130,000平方（32英畝）。其是皇家寓所浮若閣摩爾宮和浮若閣摩爾別墅的所在地。浮若閣摩爾的名字源於當地的青蛙群，它們一直生活在泰晤士河低窪沼澤的地區附近，該地區是當地洪氾區的一部分。
浮若閣摩爾也是英國皇室的埋葬地，包含維多利亞女皇和阿爾伯特親王的浮若閣摩爾皇家陵墓、維多利亞女王的母親肯特公爵夫人墓、及埋葬其他王室成員的浮若閣摩爾皇家墓地。浮若閣摩爾是屬於英格蘭歷史名勝古蹟公園的一級登錄建築
。

## 浮若閣摩爾宮
浮若閣摩爾宮建於1680年代，於1792年由夏洛特皇后出資購買。她僱用建築師詹姆斯·懷亞特將之改建和擴建成現在規模的浮若閣摩爾宮。
1900年，巴滕伯格的路易王子在這裡出生。
浮若閣摩爾宮附近的莊園是浮若閣摩爾別墅，該處也是1801年左右為夏洛特皇后建造的。

## 墓地

### 肯特公爵夫人墓

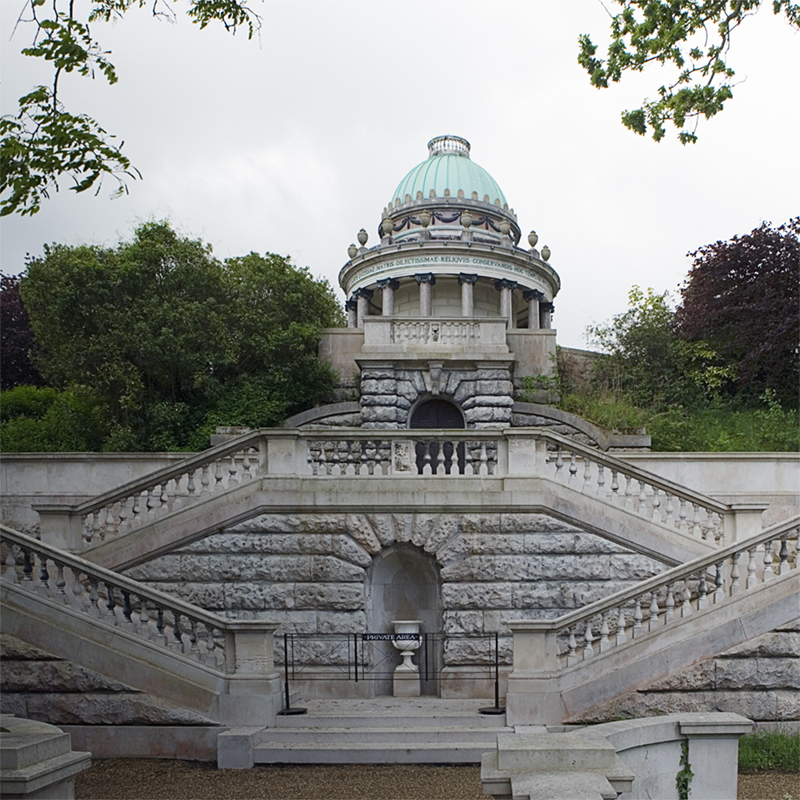
肯特公爵夫人墓

浮若閣摩爾花園內的兩座陵墓中其一是維多利亞女皇之母，肯特公爵夫人薩克森-科堡-薩爾費爾德的維多利亞郡主的墳墓。陵墓由建築師A·J·洪伯特設計，並由阿爾伯特親王最喜愛的藝術家路德維希·格魯納教授進行概念設計。
在公爵夫人的暮年期間，曾以浮若閣摩爾宮為常居地，並在1850年代開始在莊園內建造一個美麗的「廟宇」式圓頂。建造完成的圓頂將為她的避暑別墅，而較低的建築則成了她最後的安息之所。避暑別墅建前公爵夫人於1861年3月16日在浮若閣摩爾宮逝世，因此上層成為陵墓的一部分，現存包含威廉·泰德在1864年雕刻的公爵夫人雕像。

### 浮若閣摩爾皇家陵墓

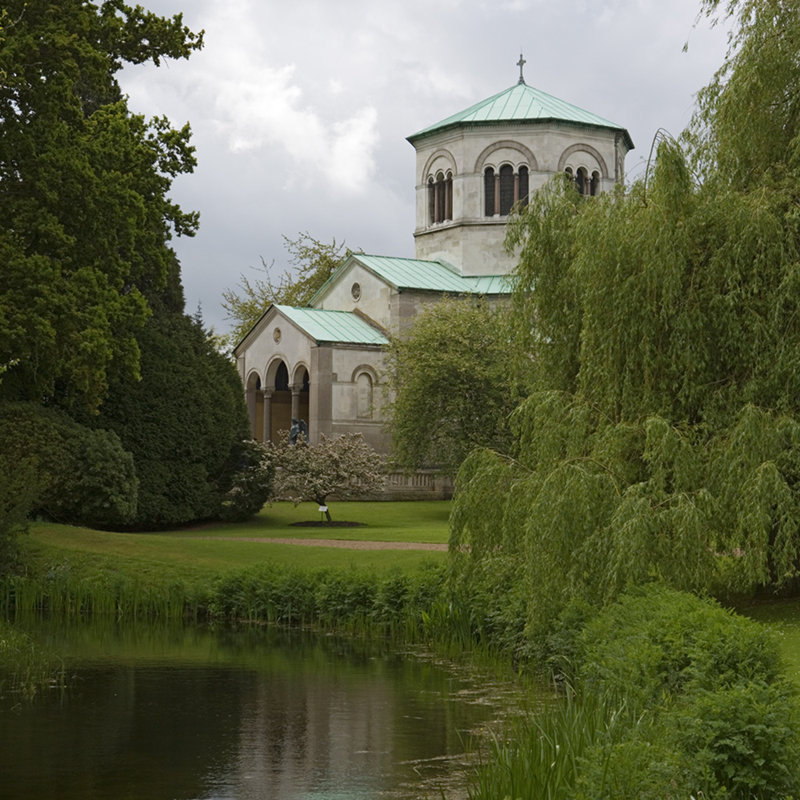
維多利亞女皇和阿爾伯特親王的陵墓

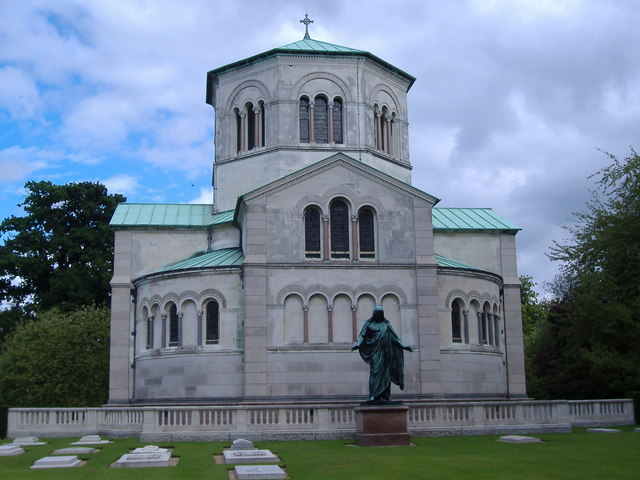
維多利亞女皇和阿爾伯特親王的陵墓與浮若閣摩爾皇家墓地 （前方）

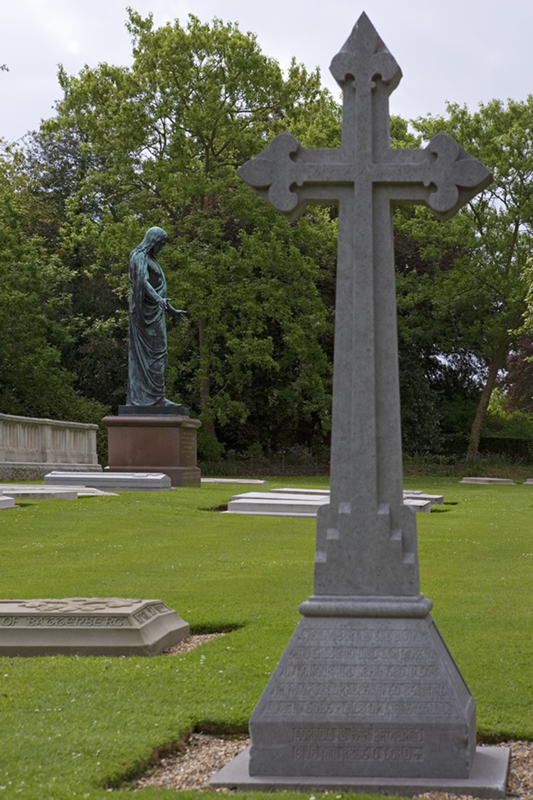
浮若閣摩爾皇家墓地

第二座陵墓位於浮若閣摩爾，距肯特公爵夫人墓不遠，是比前者更大的皇家陵墓，該陵墓是維多利亞女皇和她的丈夫阿爾伯特親王的陵墓。
維多利亞女皇和她的丈夫長期以來一直打算為他們倆建造一個特殊的長眠地，而不是將他們兩個埋葬在例如西敏寺或溫莎聖喬治教堂的英國皇室傳統長眠地中。女皇母親的陵墓是在1861年阿爾伯特親王於同年12月去世時在浮若閣摩爾建造的。在阿爾伯特親王死後幾天內，肯特公爵夫人墓所涉及的同一位設計師（路德維希·格魯納教授和A·J·洪伯特）起草了陵墓的建議。
工程於1862年3月開始。圓頂建築在10月完成，建築物並在同年12月祝聖，儘管裝修工作直到1871年8月才完成。 
該建築為希臘十字架形式。外觀靈感來自意大利羅馬式建築，牆壁為花崗岩和波特蘭石材，屋頂覆蓋有澳大利亞銅。室內裝飾採用阿爾伯特親王最喜歡的畫家拉斐爾的風格，這是維多利亞時代典型的華貴風格。內牆主要使用葡萄牙紅色大理石，這是來自維多利亞女皇和阿爾伯特親王的堂兄葡萄牙國王路易斯一世的禮物，並有鑲嵌其他來自世界各地的大理石。
紀念石棺是由卡洛·馬奇蒂男爵設計，其雕有女皇和阿爾伯特親王的大理石臥像，石棺由一塊無瑕的灰色鴨巴甸花崗岩製成。女皇的雕像是在同一時間製作的，但直到女皇葬禮結束後才放入陵墓。
只有維多利亞和阿爾伯特埋葬在那裡，但陵墓中還有其他紀念物。其中包括維多利亞第二個女兒黑森-達姆施塔特大公爵夫人愛麗絲公主的紀念碑，愛麗絲公主在其女兒瑪麗公主（1874-1878年）死後不久死同樣死於白喉病。教堂的中心是維多利亞父親肯特公爵愛德華王子的紀念碑。他於1820年去世，被安葬在溫莎聖喬治教堂。
其中一件雕塑是穿著撒克遜服飾的維多利亞女皇和阿爾伯特親王雕像，這是阿爾伯特親王死後皇室委託威廉·泰德所設計的雕塑。它於1867年5月20日在溫莎城堡揭幕，並於1938年移至皇家陵墓。該石膏模型於1868年在皇家藝術研究院展出，其從皇家收藏借給倫敦國家肖像館。官方指南中包括雕塑的圖像（但不包括基座的圖像），提到女皇在她的日記中記錄了雕塑的構想來自維多利亞長公主，底座上的銘文是引用自奧立佛·高德史密斯的詩集《荒村》。基座上的銘文暗示了詩人對想像中的「甜蜜奧本」村莊之逝去哀嘆。 
該建築自2007年以來一直對公眾關閉，因為它的結構上不健全，地基被水淹沒，建築物以下部份在崩解。2018年2月，皇室宣布將對陵墓進行維修工作，該工程預計將在2023年完成。工程於2018年6月開始，在建築物周圍挖出一條深溝，形成一條乾燥的護城河，使石材乾燥，排水管和窗戶也將在內部修復開始之前進行修理和更換。

### 浮若閣摩爾皇家墓園
自1928年建成以來，除國王和王后外，大多數皇室成員都被安葬在皇家墓地中，該墓地位於維多利亞女皇陵墓後面。
在這裏埋有干諾和斯特拉森公爵阿瑟王子，告羅士打公爵亨利王子，以及根德公爵佐治王子；已退位國王的溫莎公爵愛德華八世和他的妻子溫莎公爵夫人華麗絲·辛普森。石勒蘇益格-荷爾斯泰因的克里斯蒂安王子和劍橋侯爵家族的許多成員也被埋葬在那裡。
此外，在墓區中的衣冠塚屬於南斯拉夫王后瑪麗亞，她是維多利亞女王的曾孫女和南斯拉夫國王亞歷山大一世的妻子。她曾在倫敦流亡，自1961年到2013年4月一直被埋葬在這裡，直至歸葬塞爾維亞的奧普萊納克。

## 其他花園特色
園內還有各種花園建築和古蹟，包括「哥特式廢墟」（1793年），「維多利亞女皇的茶館」（1869年的磚亭建築）。

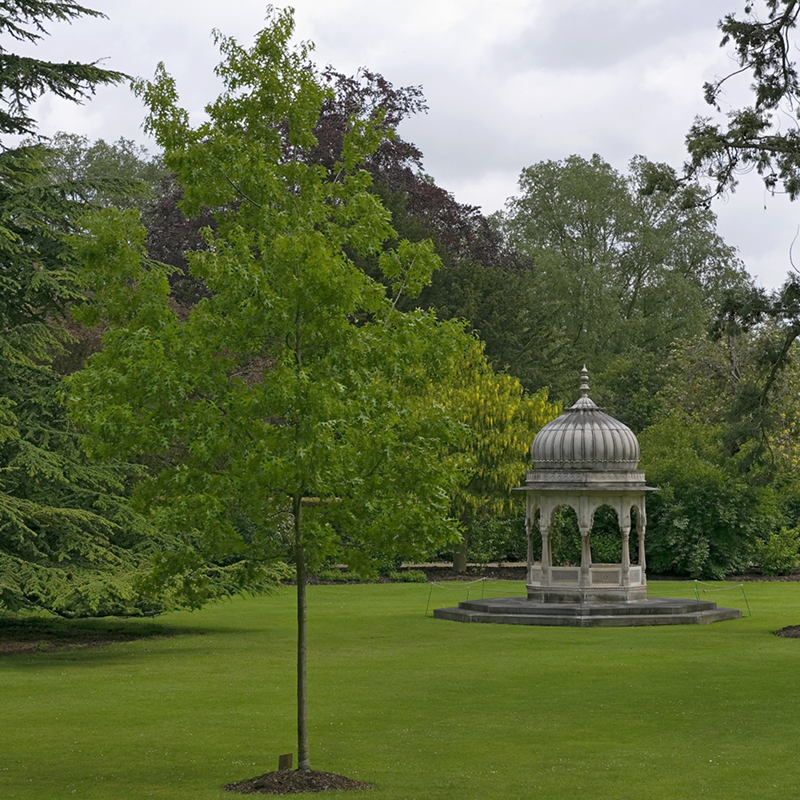
印度亭是用來紀念印度叛變的結束

浮若閣摩爾別墅的東南側建有一所印度亭，以大理石建成，石材由印度總督第一代坎寧伯爵查爾斯·坎寧於1858年取自勒克瑙的卡薩爾·巴格，亭身為八角形，洋蔥頭穹頂，具有圓形拱門和屋簷。印度亭已列為二級登錄建築。

## 公眾訪問
每年大約有六天浮若閣摩爾會向公眾開放宮殿和花園遊覽，通常在復活節和八月銀行假期前後。公眾開放的日子裏，可以從花園周圍看到皇家墓地。肯特公爵夫人墓也可以從外部觀看，但從未對公眾開放。

## 延伸阅读
- St Aubyn, Giles. . London: Sinclair-Stevenson. 1991  [2021-05-22]. ISBN 978-1-856-19086-2. （原始内容存档于2021-07-01）.
- Royal Collection Trust. . London: Royal Collection. 1997  [2021-05-22]. OCLC 57354259. （原始内容存档于2021-11-21）.
- Tyack, Geoffrey; Bradley, Simon; Pevsner, Nikolaus. . The Buildings Of England. Yale University Press. 2010  [2021-05-22]. ISBN 978-0-300-12662-4. （原始内容存档于2021-07-01）.
- Plumptre, George. . London: William Collins, Sons. 1981  [2021-05-22]. ISBN 978-0-002-11871-2. （原始内容存档于2021-07-01）.

## 外部鏈結
- The Royal Collection – Frogmore House （页面存档备份，存于） — includes opening dates, directions and contact details.
- Historical Images of Frogmore Royal Mausoleum dating from 1870 – 1901